# Melsahn Basabe
Melsahn Davon Basabe (Glen Cove, 29 maggio 1992) è un cestista statunitense con cittadinanza portoricana.